# براد بيكمان
براد بيكمان (بالإنجليزية: Brad Beckman)‏ هو لاعب كرة قدم أمريكية أمريكي، ولد في 31 ديسمبر 1964 في لنكن في الولايات المتحدة، وتوفي في 19 ديسمبر 1989 في جورجيا في الولايات المتحدة.

## وصلات خارجية
- براد بيكمان على موقع مرجع كرة القدم المحترفة.كوم (الإنجليزية)